# Richard Lee (Kampfsportler)

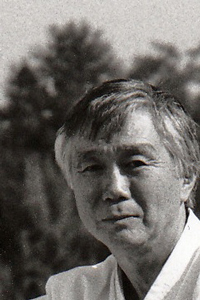
Richard Lee (1991)

Richard Lee (korean.: Lee Tai Bong) (* 18. Juni 1933 in Hawaii, USA) ist ein international tätiger, amerikanischer Großmeister der Kampfkunst und Träger des 9. Dan Tang Soo Do.
Er ist Gründer des Kukjae Solimsa Do (koreanisch für: Shorinji-ryu International) und lernte Karate, Kobudo und Tai Chi bis 1982 unter dem Stilbegründer des Shorinji ryu Richard Kim (* 1917; † 2001), Hanshi, 10. Dan.

## Kampfkunst
- 1947 Im Alter von sieben Jahren begann er mit dem Judo-Training in Honolulu.
- 1957 wird er Schüler des Großmeisters Richard Kim und beginnt das Studium der Kampfkunst Shorinji Ryu (Karate, Kobudo, Tai Chi).
- 1962 1. Dan Shorinji Ryu Karate, Zen Bei Butoku Kai.
- 1964 2. Dan Shorinji Ryu Karate, Zen Bei Butoku Kai.
- 1968 3. Dan Shorinji Ryu Karate, Zen Bei Butoku Kai | 1. Dan Aikido.
- 1969 Ankunft in Frankreich.
- 1970 5. Dan Shorinji Ryu Karate, Zen Bei Butoku Kai.
- 1982 Verlässt den Butokukai International und Butokukai France. Gründet seinen Verband Shorin Ji Ryu International (SJRI).
- 1990 Umbenennung seines Verbandes in die koreanische Bezeichnung Kukjae Solimsa Do International.
- 2001 9. Dan[1] Tang Soo Do, Fédération Française de Taekwondo et Disciplines Associées (FFTDA). Er etabliert das Tang Soo Do im FFTDA.

## Ehrungen
- 1968 Ernennung zum Renshi durch den Zen Bei Butoku Kai.

## Renommierte ehemalige Schüler
- Stephan Peitz, Kyoshi, 7. Dan, Shorinji Ryu Karate Do,OkinawaKobudoOffizielle Homepage des BUTOKUKAI GERMANY e.V.
- Josef Blum, Kyoshi, 7. Dan, Kobayashi Ryu Karate Do u. Okinawa Kobudo Offizielle Homepage des BUTOKUKAI GERMANY e.V.

## Verbandsgründungen
- 1972 Beteiligung an der Gründung des Butokukai France.
- 1982 Gründung des Verbandes Shorin Ji Ryu International.
- 1990 Umbenennung seines Verbandes in die koreanische Bezeichnung Kukjae Solimsa Do International.

## Eigene Literatur
- Le Nunchaku (frz.) | Richard Lee | 1975 | ISBN 978-2-85865-000-2
- Karaté: Competition sweeping techniques, les balayages (frz.) | Richard Lee | 1975 | ISBN 2-7027-0234-1